# Senzo Meyiwa
Senzo Meyiwa (24. září 1987, Durban, Jihoafrická republika – 26. října 2014, Vosloorus, Jihoafrická republika) byl jihoafrický fotbalový brankář a reprezentační kapitán, který ve své kariéře hrál za klub Orlando Pirates.
26. října 2014 byl postřelen v townshipu Vosloorus, když při loupežném přepadení bránil přítelkyni. Zraněním v nemocnici podlehl.

## Klubová kariéra
V JAR profesionálně působil pouze v klubu Orlando Pirates, s nímž získal dva tituly v Premier Soccer League (2011, 2012).

## Reprezentační kariéra
Meyiwa debutoval v A-týmu JAR 2. 6. 2013 v přátelském utkání proti Lesothu (výhra 2:0). Dostal se na hřiště ve druhém poločase.
V roce 2013 byl na soupisce reprezentačního mužstva na domácím Afrického poháru národů, kde JAR vypadla ve čtvrtfinále s Mali v penaltovém rozstřelu.
Celkem odehrál v jihoafrickém národním týmu (kde byl i kapitánem) 6 zápasů (databáze National Football Teams.com udává sedm odehraných zápasů).